# Almamy
Almamy (andere Schreibweise: Almami oder Almaami) ist ein westafrikanischer Herrschertitel. Im 18. und 19. Jahrhundert war Almamy der Titel muslimischer Militärführer verschiedener westafrikanischer Fulbe-Staaten, darunter Fouta Toro (ab 1776), Bundu, Melakori, Safroko und das Emirat von Liptako. Der Titel leitet sich entweder vom arabischen Wort الإمام / al-Imām/al-Imāmu ab. Nach einer anderen Deutung ist der Ursprung des Begriffs in einer Zusammenziehung des arabischen أمير المؤمنين / amīr al-muʾminīn zu sehen, der üblicherweise mit Führer der Gläubigen oder Prinz der Gläubigen übersetzt wird. Amir al-Mu'minin wird in der arabischen Welt auch gleichgesetzt mit dem Titel des Kalifen.
Almamy Samory Touré (1830–1900) war der bekannteste Träger dieses Titels.